# Горбатый-Шуйский, Иван Иванович
Князь Иван Иванович Горбатый-Шуйский — воевода, наместник и окольничий на службе у Московского князя Василия III Ивановича и Ивана IV Васильевича Грозного.
Один из представителей княжеского рода Горбатых-Шуйских, отрасли князей Шуйских. Рюрикович в XXI поколении. Младший сын князя Ивана Ивановича Горбатого-Шуйского, известного по родословным. Внук родоначальника Ивана Васильевича Горбатого-Шуйского. Имел братьев, бояр и князей: Михаила по прозванию Лапа, Бориса и Владимира.

## Биография

### Служба Василию III
В 1502 году впервые упоминается псковским наместником, в связи с походом против ливонцев.
В 1505 году послан первым воеводой в Муром, для отражения нападения Казанского ханства.
В 1516 году был оставлен первым воеводой в Рославле командовать Большим полком после ухода больших воевод к Новгород-Северскому.
В 1519 году первый воевода Большого полка в походе из Ржева на Великое княжество литовское.
В 1520-1521 годах наместник в Дорогобуже.
В 1523 году послан на Суру первым воеводою Большого полка береговой рати.

#### Служба Ивану Грозному
В 1544 году второй воевода при казанском  царе в Казани.
В 1549 году девятый полковой судья в Шведском походе.
В 1551 году показан в окольничих. В сентябре этого же года второй полковой воевода в Полоцком походе, а в ноябре послан восьмым воеводою под Вильно.

## Семья
От брака с неизвестной имел детей:
- Горбатый-Шуйский Дмитрий Иванович — в 1540-1541 годах первый воевода в Мещере, бездетный.
- Князь Горбатый-Шуйский Василий Иванович — воевода.

## Критика
В поколенной росписи князей Горбатые-Шуйские имеется современник, князь № 2 Иван Иванович Горбатый-Шуйский, живший чуть ранее и являющийся сыном родоначальника княжеского рода Ивана Васильевича и отцом вышеописанного князя, тоже Ивана Ивановича. Возможно смешивания служб и родства.